# Memphis Open
Memphis Open byl profesionální tenisový turnaj mužů a žen pořádaný v Memphisu, největším městě amerického státu Tennessee. V sezóně 2014 se obě události ATP a WTA přesunuly do brazilského Rio de Janeira. Mužský memphiský turnaj pak pokračoval v nižší kategorii ATP World Tour 250 do sezóny 2017, kdy práva na pořadatelství v únorovém termínu získal nově založený New York  Open.

## Charakteristika
Turnaj mužů byl založen v roce 1975 jako součást okruhu World Championship Tennis (WCT). O dvě sezóny později došlo k přemístění halového národního mistrovství Spojených států U.S. National Indoor Tennis Championships z marylandského Salisbury do Memphisu, rozpočet byl navýšen na 220 tisíc dolarů a událost následně probíhala až do roku 1989 na okruhu Grand Prix, do nějž se WCT v roce 1978 včlenila. 
Mužské halové národní mistrovství se v roce 1990 začalo konat v rámci nově založeného okruhu ATP Tour a premiérový ročník byl vyhlášen i turnajem roku. Mezi roky 2009–2013 řadila do kategorie ATP World Tour 500, od sezóny 2014 sestoupila do kategorie ATP World Tour 250. Premiérový ročník se uskutečnil roku 1975. Dříve byl turnaj známý pod názvy  Federal Express International, Kroger St. Jude Championship, Volvo Championships a Regions Morgan Keegan Championships.
V roce 2002 se k mužskému turnaji připojil ženský pod názvem Cellular South Cup. Do té doby se odehrával v Oklahoma City, odkud byl odkoupen a přesunut do Memphisu. Obě akce se konaly na tvrdém povrchu v aréně soukromého klubu Racquet Club of Memphis.
Roli hlavního sponzora mužského turnaje do roku 2012 plnila firma Regions Financial. Do sezóny 2011 pak ženskou část sponzorovala společnost Cellular South. Událost byla také známa jako Memphis International. 
V dubnu 2017 řídící organizace ATP oznámila, že pořadatelství se od sezóny 2018 přesunulo do  haly Nassau Veterans Memorial Coliseum na Long Islandu, kde došlo k založení New York  Open. Memphiští organizátoři nenalezli generálního partnera pro zajištění finančního zázemí.
V mužské dvouhře turnaj vyhrálo devět tenistů, kteří se během kariéry stali světovými jedničkami na konečném žebříčku, a to Björn Borg, Jimmy Connors, John McEnroe, Stefan Edberg, Andre Agassi, Ivan Lendl, Jim Courier, Pete Sampras a Andy Roddick. V sezóně 2016 triumfoval Japonec Kei Nišikori počtvrté v řadě, čímž vyrovnal Connorsův rekord v celkovém počtu titulů.

## Rekordy
| Rekord                               | tenista                                                              | počet | roky                                          |
| ------------------------------------ | -------------------------------------------------------------------- | ----- | --------------------------------------------- |
| Nejvíce titulů mužská dvouhra        | Jimmy Connors Kei Nišikori                                           | 4     | 1977, 1978, 1983, 1984 2013, 2014, 2015, 2016 |
| Nejvíce titulů v řadě mužská dvouhra | Kei Nišikori                                                         | 4     | 2013, 2014, 2015, 2016                        |
| Nejvíce finále mužská dvouhra        | Jimmy Connors                                                        | 6     | 1978, 1979, 1980, 1983, 1984, 1987            |
| Nejvíce titulů mužská čtyřhra        | Todd Woodbridge Mark Woodforde                                       | 4     | 1992, 1993, 1998, 1999                        |
| Nejvíce titulů v řadě mužská čtyřhra | Todd Woodbridge Mark Woodforde Mariusz Fyrstenberg Santiago Gonzalez | 2     | 1992, 1993 / 1998, 1999 2015, 2016            |
| Nejvíce finále mužská čtyřhra        | Bob Bryan Mike Bryan                                                 | 7     | 2001, 2002, 2003, 2004, 2005, 2013, 2014      |

## Přehled finále

### Mužská dvouhra
| Rok  | Vítěz              | finalista           | výsledek                  |
| 2017 | Ryan Harrison      | Nikoloz Basilašvili | 6–1, 6–4                  |
| 2016 | Kei Nišikori       | Taylor Fritz        | 6–4, 6–4                  |
| 2015 | Kei Nišikori       | Kevin Anderson      | 6–4, 6–4                  |
| 2014 | Kei Nišikori       | Ivo Karlović        | 6–4, 7–6(7–0)             |
| 2013 | Kei Nišikori       | Feliciano López     | 6–2, 6–3                  |
| 2012 | Jürgen Melzer      | Milos Raonic        | 7–5, 7–6(7–4)             |
| 2011 | Andy Roddick       | Milos Raonic        | 7–6(9–7), 6–7(11–13), 7–5 |
| 2010 | Sam Querrey        | John Isner          | 6–7(3–7), 7–6(7–5), 6–3   |
| 2009 | Andy Roddick       | Radek Štěpánek      | 7–5, 7–5                  |
| 2008 | Steve Darcis       | Robin Söderling     | 6–3, 7–6(7–5)             |
| 2007 | Tommy Haas         | Andy Roddick        | 6–3, 6–2                  |
| 2006 | Tommy Haas         | Robin Söderling     | 6–3, 6–2                  |
| 2005 | Kenneth Carlsen    | Max Mirnyj          | 7–5, 7–5                  |
| 2004 | Joachim Johansson  | Nicolas Kiefer      | 7–6(7–5), 6–3             |
| 2003 | Taylor Dent        | Andy Roddick        | 6–1, 6–4                  |
| 2002 | Andy Roddick       | James Blake         | 6–4, 3–6, 7–5             |
| 2001 | Mark Philippoussis | Davide Sanguinetti  | 6–3, 6–7(7–9), 6–3        |
| 2000 | Magnus Larsson     | Byron Black         | 6–2, 1–6, 6–3             |
| 1999 | Tommy Haas         | Jim Courier         | 6–4, 6–1                  |
| 1998 | Mark Philippoussis | Michael Chang       | 6–3, 6–2                  |
| 1997 | Michael Chang      | Todd Woodbridge     | 6–3, 6–4                  |
| 1996 | Pete Sampras       | Todd Martin         | 6–4, 7–6(7–2)             |
| 1995 | Todd Martin        | Paul Haarhuis       | 7–6(7–2), 6–4             |
| 1994 | Todd Martin        | Brad Gilbert        | 6–4, 7–5                  |
| 1993 | Jim Courier        | Todd Martin         | 5–7, 7–6(7–4), 7–6(7–4)   |
| 1992 | MaliVai Washington | Wayne Ferreira      | 6–3, 6–2                  |
| 1991 | Ivan Lendl         | Michael Stich       | 7–5, 6–3                  |
| 1990 | Michael Stich      | Wally Masur         | 6–7, 6–4, 7–6             |
| 1989 | Brad Gilbert       | Johan Kriek         | 6–2, 6–2skreč             |
| 1988 | Andre Agassi       | Mikael Pernfors     | 6–4, 6–4, 7–5             |
| 1987 | Stefan Edberg      | Jimmy Connors       | 6–3, 2–1skreč             |
| 1986 | Brad Gilbert       | Stefan Edberg       | 7–5, 7–6                  |
| 1985 | Stefan Edberg      | Yannick Noah        | 6–1, 6–0                  |
| 1984 | Jimmy Connors      | Henri Leconte       | 6–3, 4–6, 7–5             |
| 1983 | Jimmy Connors      | Gene Mayer          | 7–5, 6–0                  |
| 1982 | Johan Kriek        | John McEnroe        | 6–3, 3–6, 6–4             |
| 1981 | Gene Mayer         | Roscoe Tanner       | 6–2, 6–4                  |
| 1980 | John McEnroe       | Jimmy Connors       | 7–6, 7–6                  |
| 1979 | Jimmy Connors      | Arthur Ashe         | 6–4, 5–7, 6–3             |
| 1978 | Jimmy Connors      | Tim Gullikson       | 7–6, 6–3                  |
| 1977 | Björn Borg         | Brian Gottfried     | 6–4, 6–3, 4–6, 7–5        |
| 1976 | Vidžaj Amritraž    | Stan Smith          | 6–2, 0–6, 6–0             |
| 1975 | Harold Solomon     | Jiří Hřebec         | 2–6, 6–1, 6–4             |

### Ženská dvouhra
| Rok                     | Vítězka                    | finalistka                 | výsledek             |
| Memphis, Tennessee      |                            |                            |                      |
| 2013                    | Marina Erakovicová         | Sabine Lisická             | 6–1skreč             |
| 2012                    | Sofia Arvidssonová         | Marina Erakovicová         | 6–3, 6–4             |
| 2011                    | Magdaléna Rybáriková       | Rebecca Marinová           | 6–2skreč             |
| 2010                    | Maria Šarapovová           | Sofia Arvidssonová         | 6–2, 6–1             |
| 2009                    | Viktoria Azarenková        | Caroline Wozniacká         | 6–1, 6–3             |
| 2008                    | Lindsay Davenportová       | Olga Govorcovová           | 6–2, 6–1             |
| 2007                    | Venus Williamsová          | Šachar Pe'erová            | 6–1, 6–1             |
| 2006                    | Sofia Arvidssonová         | Marta Domachowská          | 6–2, 2–6, 6–3        |
| 2005                    | Věra Zvonarevová           | Meghann Shaughnessyová     | 7–6(7–3), 6–2        |
| 2004                    | Věra Zvonarevová           | Lisa Raymondová            | 4–6, 6–4, 7–5        |
| 2003                    | Lisa Raymondová            | Amanda Coetzerová          | 6–3, 6–2             |
| 2002                    | Lisa Raymondová            | Alexandra Stevensonová     | 4–6, 6–3, 7–6(11–9)  |
| Oklahoma City, Oklahoma |                            |                            |                      |
| 2001                    | Monika Selešová            | Jennifer Capriatiová       | 6–3, 5–7, 6–2        |
| 2000                    | Monika Selešová            | Nathalie Dechyová          | 6–1, 7–6(7–3)        |
| 1999                    | Venus Williamsová          | Amanda Coetzerová          | 6–4, 6–0             |
| 1998                    | Venus Williamsová          | Joannette Krugerová        | 6–3, 6–2             |
| 1997                    | Lindsay Davenportová       | Lisa Raymondová            | 6–4, 6–2             |
| 1996                    | Brenda Schultz-McCarthyová | Amanda Coetzerová          | 6–3, 6–2             |
| 1995                    | Brenda Schultz-McCarthyová | Jelena Lichovcevová        | 6–1, 6–2             |
| 1994                    | Meredith McGrathová        | Brenda Schultz-McCarthyová | 7–6(8–6), 7–6(7–4)   |
| 1993                    | Zina Garrisonová           | Patty Fendicková           | 6–2, 6–2             |
| 1992                    | Zina Garrisonová           | Lori McNeilová             | 7–5, 3–6, 7–6(12–10) |
| 1991                    | Jana Novotná               | Anne Smithová              | 3–6, 6–3, 6–2        |
| 1990                    | Amy Frazierová             | Manon Bollegrafová         | 6–4, 6–2             |
| 1989                    | Manon Bollegrafová         | Leila Meschiová            | 6–4, 6–4             |
| 1988                    | Lori McNeilová             | Brenda Schultz-McCarthy    | 6–3, 6–2             |
| 1987                    | Elizabeth Smylieová        | Lori McNeilová             | 4–6, 6–3, 7–5        |
| 1986                    | Marcella Meskerová         | Lori McNeilová             | 6–4, 4–6, 6–3        |

### Mužská čtyřhra
| Rok  | Vítězové                              | finalisté                             | výsledek              |
| 2017 | Brian Baker Nikola Mektić             | Ryan Harrison Steve Johnson           | 6–3, 6–4              |
| 2016 | Mariusz Fyrstenberg Santiago González | Steve Johnson Sam Querrey             | 6–4, 6–4              |
| 2015 | Mariusz Fyrstenberg Santiago González | Artem Sitak Donald Young              | 5–7, 7–6(7–1), [10–8] |
| 2014 | Eric Butorac Raven Klaasen            | Bob Bryan Mike Bryan                  | 6–4, 6–4              |
| 2013 | Bob Bryan Mike Bryan                  | James Blake Jack Sock                 | 6–1, 6–2              |
| 2012 | Max Mirnyj Daniel Nestor              | Ivan Dodig Marcelo Melo               | 4–6, 7–5, [10–7]      |
| 2011 | Max Mirnyj Daniel Nestor              | Eric Butorac Jean-Julien Rojer        | 6–2, 6–7(6–8), [10–3] |
| 2010 | John Isner Sam Querrey                | Ross Hutchins Jordan Kerr             | 6–4, 6–4              |
| 2009 | Mardy Fish Mark Knowles               | Travis Parrott Filip Polášek          | 7–6(9–7), 6–1         |
| 2008 | Mahesh Bhupathi Mark Knowles          | Sanchai Ratiwatana Sonchat Ratiwatana | 7–6(7–5), 6–2         |
| 2007 | Eric Butorac Jamie Murray             | Julian Knowle Jürgen Melzer           | 7–5, 6–3              |
| 2006 | Ivo Karlović Chris Haggard            | James Blake Mardy Fish                | 0–6, 7–5, [10–5]      |
| 2005 | Simon Aspelin Todd Perry              | Bob Bryan Mike Bryan                  | 6–4, 6–4              |
| 2004 | Bob Bryan Mike Bryan                  | Jeff Coetzee Chris Haggard            | 6–3, 6–4              |
| 2003 | Mark Knowles Daniel Nestor            | Bob Bryan Mike Bryan                  | 6–2, 7–6(7–3)         |
| 2002 | Brian MacPhie Nenad Zimonjić          | Bob Bryan Mike Bryan                  | 6–3, 3–6, [10–4]      |
| 2001 | Bob Bryan Mike Bryan                  | Alex O'Brien Jonathan Stark           | 6–3, 7–6(7–3)         |
| 2000 | Justin Gimelstob Sébastien Lareau     | Jim Grabb Richey Reneberg             | 6–2, 6–4              |
| 1999 | Todd Woodbridge Mark Woodforde        | Sébastien Lareau Alex O'Brien         | 6–3, 6–4              |
| 1998 | Todd Woodbridge Mark Woodforde        | Ellis Ferreira David Roditi           | 6–3, 6–4              |
| 1997 | Ellis Ferreira Patrick Galbraith      | Rick Leach Jonathan Stark             | 6–3, 3–6, 6–1         |
| 1996 | Mark Knowles Daniel Nestor            | Todd Woodbridge Mark Woodforde        | 6–4, 7–5              |
| 1995 | Jared Palmer Richey Reneberg          | Tommy Ho Brett Steven                 | 4–6, 7–6, 6–1         |
| 1994 | Byron Black Jonathan Stark            | Jim Grabb Jared Palmer                | 7–6, 6–4              |
| 1993 | Todd Woodbridge Mark Woodforde        | Jacco Eltingh Paul Haarhuis           | 7–5, 6–2              |
| 1992 | Todd Woodbridge Mark Woodforde        | Kevin Curren Gary Muller              | 7–5, 4–6, 7–6         |
| 1991 | Michael Stich Udo Riglewski           | John Fitzgerald Laurie Warder         | 7–5, 6–3              |
| 1990 | Darren Cahill Mark Kratzmann          | Udo Riglewski Michael Stich           | 7–5, 6–2              |
| 1989 | Paul Annacone Christo Van Rensburg    | Scott Davis Tim Wilkison              | 7–6, 6–7, 6–1         |
| 1988 | Kevin Curren David Pate               | Peter Lundgren Mikael Pernfors        | 6–2, 6–2              |
| 1987 | Anders Järryd Jonas Svensson          | Sergio Casal Emilio Sánchez           | 6–2, 6–2              |
| 1986 | Ken Flach Robert Seguso               | Guy Forget Anders Järryd              | 6–4, 4–6, 7–6         |
| 1985 | Pavel Složil Tomáš Šmíd               | Kevin Curren Steve Denton             | 1–6, 6–3, 6–4         |
| 1984 | Fritz Buehning Peter Fleming          | Heinz Günthardt Tomáš Šmíd            | 6–3, 6–0              |
| 1983 | Peter McNamara Paul McNamee           | Tim Gullikson Tom Gullikson           | 6–3, 5–7, 6–4         |
| 1982 | Kevin Curren Steve Denton             | John McEnroe Peter Fleming            | 7–6, 4–6, 6–2         |
| 1981 | Gene Mayer Sandy Mayer                | Mike Cahill Tom Gullikson             | 7–6, 6–7, 7–6         |
| 1980 | John McEnroe Brian Gottfried          | Rod Frawley Tomáš Šmíd                | 6–3, 6–7, 7–6         |
| 1979 | Tom Okker Wojciech Fibak              | Frew McMillan Dick Stockton           | 6–4, 6–4              |
| 1978 | Brian Gottfried Raúl Ramírez          | Phil Dent John Newcombe               | 3–6, 7–6, 6–2         |
| 1977 | Sherwood Stewart Fred McNair          | Robert Lutz Stan Smith                | 4–6, 7–6, 7–6         |
| 1976 | Vidžaj Amritraž Anand Amritraj        | Marty Riessen Roscoe Tanner           | 6–3, 6–4              |
| 1975 | Dick Stockton Erik Van Dillen         | Mark Cox Cliff Drysdale               | 1–6, 7–5, 6–4         |

### Ženská čtyřhra
| Rok                     | Vítězky                                     | finalistky                                   | výsledek           |
| Memphis, Tennessee      |                                             |                                              |                    |
| 2013                    | Galina Voskobojevová Kristina Mladenovicová | Sofia Arvidssonová Johanna Larssonová        | 7–6(7–5), 6–3      |
| 2012                    | Andrea Hlaváčková Lucie Hradecká            | Věra Duševinová Olga Govorcovová             | 6–3, 6–4           |
| 2011                    | Olga Govorcovová Alla Kudrjavcevová         | Andrea Hlaváčková Lucie Hradecká             | 6–3, 4–6, [10–8]   |
| 2010                    | Vania Kingová Michaëlla Krajiceková         | B. Matteková-Sandsová Meghann Shaughnessyová | 7–5, 6–2           |
| 2009                    | Viktoria Azarenková Caroline Wozniacká      | Juliana Fedaková Michaëlla Krajiceková       | 6–1, 7–6(7–2)      |
| 2008                    | Lindsay Davenportová Lisa Raymondová        | Angela Haynesová Mashona Washingtonová       | 6–3, 6–1           |
| 2007                    | Nicole Prattová Bryanne Stewartová          | Jarmila Gajdošová Akiko Morigamiová          | 7–5, 4–6, [10–5]   |
| 2006                    | Lisa Raymondová Samantha Stosurová          | Viktoria Azarenková Caroline Wozniacká       | 7–6(7–2), 6–3      |
| 2005                    | Miho Saekiová Juka Jošidová                 | Laura Granvilleová Abigail Spearsová         | 6–3, 6–4           |
| 2004                    | Åsa Svenssonová Meilen Tuová                | Maria Šarapovová Věra Zvonarevová            | 6–4, 7–6(7–0)      |
| 2003                    | Akiko Morigamiová Saori Obataová            | Alina Židkovová Bryanne Stewartová           | 6–1, 6–1           |
| 2002                    | Ai Sugijamová Jelena Tatarkovová            | Melissa Middletonová Brie Rippnerová         | 6–4, 2–6, 6–0      |
| Oklahoma City, Oklahoma |                                             |                                              |                    |
| 2001                    | Amanda Coetzerová Lori McNeilová            | Janet Leeová Wynne Prakusya                  | 6–3, 2–6, 6–0      |
| 2000                    | Kimberly Poová Corina Morariuová            | Tamarine Tanasugarnová Jelena Tatarkovová    | 6–4, 4–6, 6–2      |
| 1999                    | Lisa Raymondová Rennae Stubbsová            | Amanda Coetzerová Jessica Stecková           | 6–3, 6–4           |
| 1998                    | Serena Williamsová Venus Williamsová        | Cătălina Cristeaová Kristine Kunceová        | 7–5, 6–2           |
| 1997                    | Rika Hirakiová Nana Mijagiová               | Marianne Werdelová Tami Whitlingerová        | 6–4, 6–1           |
| 1996                    | Chanda Rubinová Brenda Schultz-McCarthyová  | Katrina Adamsová Debbie Grahamová            | 6–4, 6–3           |
| 1995                    | Nicole Arendtová Laura Golarsaová           | Katrina Adamsová Brenda Schultz-McCarthy     | 6–4, 6–3           |
| 1994                    | Patty Fendicková Meredith McGrathová        | Katrina Adamsová Manon Bollegrafová          | 7–6(7–3), 6–2      |
| 1993                    | Patty Fendicková Zina Garrisonová           | Katrina Adamsová Manon Bollegrafová          | 6–3, 6–2           |
| 1992                    | Lori McNeilová Nicole Provisová             | Katrina Adamsová Manon Bollegrafová          | 3–6, 6–4, 7–6(8–6) |
| 1991                    | Meredith McGrathová Anne Smithová           | Katrina Adamsová Jill Hetheringtonová        | 6–2, 6–4           |
| 1990                    | Mary Lou Danielsová Wendy Whiteová          | Manon Bollegrafová Lise Gregoryová           | 7–5, 6–2           |
| 1989                    | Lori McNeilová Betsy Nagelsonová            | Elise Burginová Elizabeth Smylieová          | bez boje           |
| 1988                    | Jana Novotná Catherine Suireová             | Catarina Lindqvistová Tine Scheuer-Larsenová | 6–4, 6–4           |
| 1987                    | Světlana Parchomenková Larisa Savčenková    | Lori McNeilová Kim Sandsová                  | 6–4, 6–4           |
| 1986                    | Marcella Meskerová Pascale Paradisová       | Lori McNeilová Catherine Suireová            | 2–6, 7–6(7–1), 6–1 |